# 代替現実ゲーム
代替現実ゲーム（だいたいげんじつゲーム、英: alternate reality game）は、日常世界をゲームの一部として取り込んで現実と仮想を交差させる体験型の遊びの総称である。
インターネット、テレビ、雑誌、ラジオ、ポスター、映画、FAXサービス、携帯電話、携帯ゲーム機など様々なプラットフォームの一部もしくは全てを通して提供される断片的な情報を、不特定多数のプレイヤーが協力して情報を主体的に集めながらゲームの進行へ影響を与えることで、1つの大きなストーリーが明らかになってゆくという特徴を持つ。
なお、拡張現実（英: augmented reality）としばしば混同されるが、別のものである。また、代替という訳語から「代わりの」という含みがある alternative としばしば紹介されることがあるが、「交差する」というニュアンスの alternate が正式である。

## 概要
代替現実ゲームの定義は非常に曖昧であり明確な区分けを行うことは難しいが、トラディショナルな代替現実ゲームは総じて下記のような特徴を有している。
- 日常世界をゲームの一部として取り込んでいる。
- プレイヤーの行動によってリアルタイムに展開が変化するインタラクティブ性を備えている。
- プレイヤー同士がコミュニケーションをとることでゲームが進行する。
- インターネット、テレビ、ラジオなど様々なプラットフォームを通じたクロスメディア展開を行う。
- 断片的な情報が少しずつ判明してゆくことで、1つの大きなストーリーが徐々に明らかになってゆく。
- プレイヤーへ与えられた謎解きやミッションを解決することでゲームが進行する。

実際の代替現実ゲームは、個人やサークルが自分たちの楽しみのために非営利で運営するものから、営利目的で行われているもの、企業がプロモーションのために広告費を投じて行う大規模なもの、書籍やトレーディングカードの体裁をとったものなど様々な形がある。
元々プロモーション手法として発案されたゲームのため、広告との親和性が高い。代替現実ゲームを利用したプロモーションは、既存のプロモーション手法と比較して
- 長期にわたり継続的に行うことができる（数日から数カ月にわたり行われるものが多い）。
- プロモーション対象の商品やコンテンツを知らない層へ向けてもリーチできる。
- プロモーション対象の商品やコンテンツのファンに対しては顧客ロイヤルティの深化を期待できる。

などの特徴があり、北米のデジタルゲームや映画では定番の手法となっている。
さらに、近年では、ジェイン・マクゴニガルらが主導する、ゲームテクノロジーにより現実世界をよりよいものにする活動の手段としても代替現実ゲームは用いられている。現実世界にゲームルールを注入するという代替現実ゲームの性質により、人々の現実世界の受け止め方を作り変えることが可能であるためである。これは、ゲーミフィケーションと近しい考え方であるが、ゲーミフィケーションを取り巻く言論がポイント獲得やレベルアップといった個々のメカニクスに重点を置きがちであることに対し、ジェインらは人間の内発的報酬を如何に引き出すかに重点を置いている。

## 歴史

### ネットゲーム'88
『ネットゲーム'88』は、株式会社遊演体が1988年に実施したプレイバイメール（PBM)の企画であり、１年間のゲームに参加したプレイヤーは約1,000人であった。
プレイヤーに届けられた論文などの焼け焦げメモや現実の雑誌を模した会報を最初の手がかりに、郵便・電話・FAXなどを駆使して情報交換して散りばめられた情報を集め、謎を解き、さまざまな事件の背後に隠された日本神話に起因するストーリーを暴いていくというものとなっており、事件のヒントを与える人物との記者会見が開かれたりするなど、代替現実ゲームの概念のなかった20世紀に実施された、代替現実要素の極めて強いゲームであった。

### The Beast
The Beast (ゲーム)は代替現実ゲームという言葉も概念も確立されていなかった2001年にスティーヴン・スピルバーグ監督の映画『A.I.』のプロモーションのために実施された世界初の本格的代替現実ゲームである。
映画のポスターやトレイラー映像に隠された人名や電話番号をきっかけに、興味を持ったプレイヤーたちが映画・動画・ポスター・電話・FAX・電子メール・実在の場所などに散りばめられた情報を協力して集め始め、徐々に大きなストーリーが明らかになってゆくという仕組みになっており、代替現実ゲームの特徴を備えていた。
3か月のゲーム期間を経て最終的に参加したプレイヤーの総数は約300万人となり、老若男女を問わず多くの層が参加した。またThe Beastを通じて形成された「クラウドメーカーズ」と名付けられたコミュニティではゲーム終了後も活発な交流が行われ、欧米のその後のARGの発展に寄与した。

### パープレックスシティ
「パープレックスシティ」は、マインド・キャンディー社によって開発・運営された代替現実ゲームの一種であり、2005年に登場したインターネット上での宝探しゲームである。謎の書かれた全256枚のカードが用意され、ランダムに封入されたカード6枚一組を販売することで、初めて本格的なビジネス化として世界的に成功した代替現実ゲームである。
2年を経てゲームクリアに達したが、1枚だけ最後のカード「写真の男性を探せ！」という問題の解答が分からないままとなった。14年後に日本人のサトシという男性が発見されてネット上で話題となった。

### RYOMA the Secret Story
『RYOMA the Secret Story』は、2009年4月から実施された、非個人により日本国内で制作・実施された最初の欧米スタイルの典型的なARGである。慶應義塾大学経済学部 武山政直研究室、アサツー ディ・ケイ、メディアファクトリー、大日本印刷株式会社、オフィス新大陸、アルフレッドコア、エリアワークス株式会社が産学連携で設立した「ユビキタスエンターテインメント手法による事業創造コンソーシアム」による、ARGの有効性を検証することを目的とした、共同ビジネストライアルであった。
女子大生が誘拐された瞬間の防犯カメラの映像を模した動画がYouTubeに掲載されたところからゲームは始まり、最終的には坂本竜馬の暗殺の秘密に迫るというストーリーであり、歴史を題材に、特に若年層の興味の喚起や史跡保存の問題提起もテーマの一環としていた。
誘拐事件を解決するまでのPhase1、坂本竜馬の暗殺の謎に迫るPhase2、小説が刊行されて全ての謎が明らかになるPhase3、という3段階の構成を予定していたが、Phase2までしか実施されていない。
Phase1は、誘拐事件をたまたま知ったというフリージャーナリストのブログを中心に展開し、Phase2は幕末に関する市民セミナーのサイトを中心に展開した。欧米の典型的なARGと同様に、活発なプレイヤーコミュニティが形成され、参加者が積極的にゲーム情報のまとめを行う現象もみられた。

### くるり 謎の板
ARGは、デジタルゲームや映画の他に、音楽のプロモーションで用いられる事例がある。日本では、2009年に、ロックバンド・くるりがアルバム・魂のゆくえ発売時にプロモーションの一環としてARGを展開した。制作者であるSCRAPの加藤隆生は、メディアファクトリーの三原飛雄馬から教えられたARGを、メディアやミュージシャンの力を借りて作ってみたかったと、自らのブログで語っている。

### Sirrut Hacking Cloud
2012年、Production I.G制作の『劇場版 BLOOD-C The Last Dark』のプロモーションを目的とした代替現実ゲーム「Sirrut Hacking Cloud」がスタート。ゲーム参加者は劇中に登場する秘密組織「サーラット」と接触したことをきっかけに、『BLOOD-C』の世界観に即した様々な情報に触れてその結果、世界観をあたかも現実に存在するかのように疑似体験できる。